# Jennifer Hills

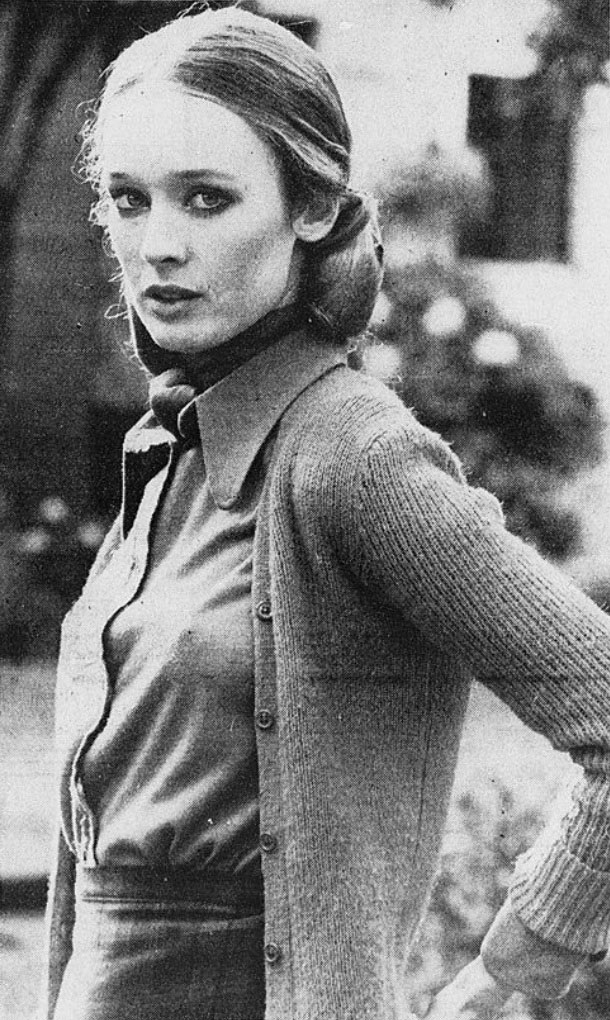
Camille Keaton foi a primeira interprete do papel no filme de 1978.

Jennifer Michele Hills é uma personagem fictícia da franquia de horror I Spit on Your Grave, retratado pelas atrizes Camille Keaton na primeira versão em 1978 e Sarah Butler na versão de 2010. Ela aparece em quatro dos cinco filmes I Spit on Your Grave. Nos filmes ela procura vingança contra seus atormentadores.

## Aparência
Nos filmes, Jennifer Michele Hills é uma aspirante a escritora de Nova York que passava as férias em uma cabana na floresta para se concentrar em escrever seu romance. Ela é então agredida por um grupo de camponeses locais que a deixam quase morta. Ela então se torna uma sociopata, caçando seus atormentadores, e matando-os um por um. Camille Keaton reprisou o papel de Jennifer em Doce Vingança 3: A Vingança É Minha, a sequela do filme original. Neste Jennifer publicou uma autobiografia de sucesso que narra os atos cometidos contra ela e sua vingança após os mesmos. Isso enfurece os membros da família dos homens que ela matou e isso faz com que eles busquem vingança.